# Šerm na Letních olympijských hrách 1948
Šerm na Letních olympijských hrách 1948.

## Medailisté

### Muži
| Kategorie            | Zlato | Stříbro | Bronz |
| -------------------- | --- | --- | --- |
| Fleret - jednotlivci | Jéhan Buhan · Francie (FRA)                                                                                         | Christian d'Oriola · Francie (FRA)                                                                                                   | Lajos Maszlay · Maďarsko (HUN) |
| Kord - jednotlivci   | Luigi Cantone · Itálie (ITA)                                                                                        | Oswald Zappelli · Švýcarsko (SUI) | Edoardo Mangiarotti · Itálie (ITA) |
| Šavle - jednotlivci  | Aladár Gerevich · Maďarsko (HUN)                                                                                    | Vincenzo Pinton · Itálie (ITA) | Pál Kovács · Maďarsko (HUN) |
| Fleret - družstvo    | Francie (FRA) · Adrien Rommel · Christian d'Oriola · Andre Bonin · Jacques Lataste · Jéhan Buhan · René Bougnol     | Itálie (ITA) · Saverio Ragno · Renzo Nostini · Manlio Di Rosa · Giorgio Pellini · Edoardo Mangiarotti · Giuliano Nostini             | Belgie (BEL) · André Van De Werve De Vorsselaer · Paul Louis Jean Valcke · Raymond Bru · Georges de Bourguignon · Henri Paternoster · Edouard Yves                       |
| Kord - družstvo      | Francie (FRA) · Maurice Huet · Michel Pécheux · Marcel Desprets · Édouard Artigas · Henri Guerin · Henri Lepage     | Itálie (ITA) · Luigi Cantone · Marc Antonio Mandruzzato · Carlo Agostoni · Edoardo Mangiarotti · Fiorenzo Marini · Dario Mangiarotti | Švédsko (SWE) · Frank Cervell · Carl Forssell · Bengt Ljungquist · Sven Thofelt · Per Carleson · Arne Tollbom                                                            |
| Šavle - družstvo     | Maďarsko (HUN) · László Rajcsányi · Bertalan Papp · Aladár Gerevich · Tibor Berczelly · Rudolf Kárpáti · Pál Kovács | Itálie (ITA) · Carlo Turcato · Gastone Darè · Vincenzo Pinton · Mauro Racca · Renzo Nostini · Aldo Montano                           | Spojené státy americké (USA) · Miguel Angel De Capriles · Norman Cohn-Armitage · George Vitez Worth · Dean Victor Cetrulo · James Hummitzsch Flynn · Tibor Andrew Nyilas |

### Ženy
| Kategorie            | Zlato                          | Stříbro                          | Bronz                             |
| -------------------- | ------------------------------ | -------------------------------- | --------------------------------- |
| Fleret - jednotlivci | Ilona Eleková · Maďarsko (HUN) | Karen Lachmannová · Dánsko (DEN) | Ellen Muellerová · Rakousko (AUT) |

### Přehled medailí
| Pořadí | Země                         | Zlato | Stříbro | Bronz | Celkově |
| ------ | ---------------------------- | ----- | ------- | ----- | ------- |
| 1.     | Francie (FRA)                | 3     | 1       | 0     | 4       |
| 2.     | Maďarsko (HUN)               | 3     | 0       | 2     | 5       |
| 3.     | Itálie (ITA)                 | 1     | 4       | 1     | 6       |
| 4.     | Dánsko (DEN)                 | 0     | 1       | 0     | 1       |
| 4.     | Švýcarsko (SUI)              | 0     | 1       | 0     | 1       |
| 6.     | Rakousko (AUT)               | 0     | 0       | 1     | 1       |
| 6.     | Belgie (BEL)                 | 0     | 0       | 1     | 1       |
| 6.     | Švédsko (SWE)                | 0     | 0       | 1     | 1       |
| 6.     | Spojené státy americké (USA) | 0     | 0       | 1     | 1       |